# Terpinè
Els terpinens són quatre hidrocarburs isomèrics que estan classificats com terpens. La fórmula química és C10H16, i per tant, és un monoterpè.
El α-Terpinè va ser aïllat dels olis essencials de les plantes cardamom, marduix, entre moltes altres fonts. Del β-Terpinè no se'n coneix una font natural però es prepara sintèticament a partir del sabinè. El γ-Terpinè és natural i es troba en moltes plantes com la farigola o el llorer. El δ-terpinè o terpinolè també és natural.